# Passiflora pardifolia
Passiflora pardifolia je biljka iz porodice Passifloraceae. Šare po listovima joj sliče na difenbahiju, a plodovi na borovnice. Domovina joj je istočni Brazil